# Сейвал
Сейва́л, или сайдяной кит, или ивасёвый кит, или ивасёвый полосатик (лат. Balaenoptera borealis, или Rorqualus borealis), — вид китообразных из семейства полосатиковых парвотряда усатых китов. В длину достигает от 2 до, в среднем, 13 м (иногда до 18 м). Распространён от северных широт Атлантического и Тихого океанов до Антарктики (предпочитает районы умеренных широт).

## Описание
Окраска спины тёмная, боков — серая с мелкими светлыми пятнами (следы прикрепления эктопаразитов), брюха — от серой до белой. Спинной плавник крупный, расположен в начале задней трети тела и имеет высоту от 25 до 61 см. Средняя длина китов составляет от 12,2 до 15,2 метров, самый большой известный сейвал имел длину 20 метров. Самки немного крупнее самцов. Тело сейвалов относительно тонкое, морда заостренная, грудные плавники короткие. С каждой стороны верхней части пасти расположено 300-380 пластин китового уса пепельно-черного цвета.

## Питание
Питается ракообразными, стайной рыбой, например сайдой (отсюда название), головоногими моллюсками. Сейвалы кормятся у поверхности океана, плавая на боку сквозь скопления добычи и захватывая её пластинами своего уса. В среднем кит съедает в день около 900 кг пищи.

## Размножение
B Северном полушарии спаривание сейвалов происходит с ноября по февраль, в Южном полушарии — с мая по июль. Продолжительность беременности — от 10,5 до 12 месяцев. Как правило, сейвалы рожают раз в два года, но в последнее время было отмечено увеличение числа беременностей, что связывается с уменьшением популяции. Обычно у самки рождается один детеныш длиной 450 см. Кормление грудью длится до 6–7 месяцев. Половая зрелость наступает в 10 лет, при этом полного размера взрослой особи киты достигают к  25 годам. Сейвалы могут жить до 74 лет.

## Образ жизни
Сейвал обитает во всех океанах мира, предпочитая воды с температурой от 8 до 25 °C. В водах РФ — чаще близ Курильской гряды, очень редко в Баренцевом море. Зимует и размножается за пределами российских территориальных вод. Держится группами недалеко от берега и в открытом море. Обычно наблюдаются группы из 2–5 особей, но при обилии пищи или миграции киты могут собираться в более крупные стаи. 
Сейвалы являются одними из самых быстрых китообразных, их скорость может достигать 50 км/ч. При этом они не очень хорошие ныряльщики, могут погружаться на небольшую глубину всего на 5–10 минут за раз.

## Промысел и охрана
Сейвал стал важным промысловым видом после резкого сокращения численности синего кита и финвала. Промысел был полностью запрещён в 1986 году.
Сейвал занесен в Красный список МСОП, Красную книгу РФ и Приложение 1 СИТЕС. По состоянию на 2018 год в мире насчитывалось 50 000 взрослых особей сейвалов.

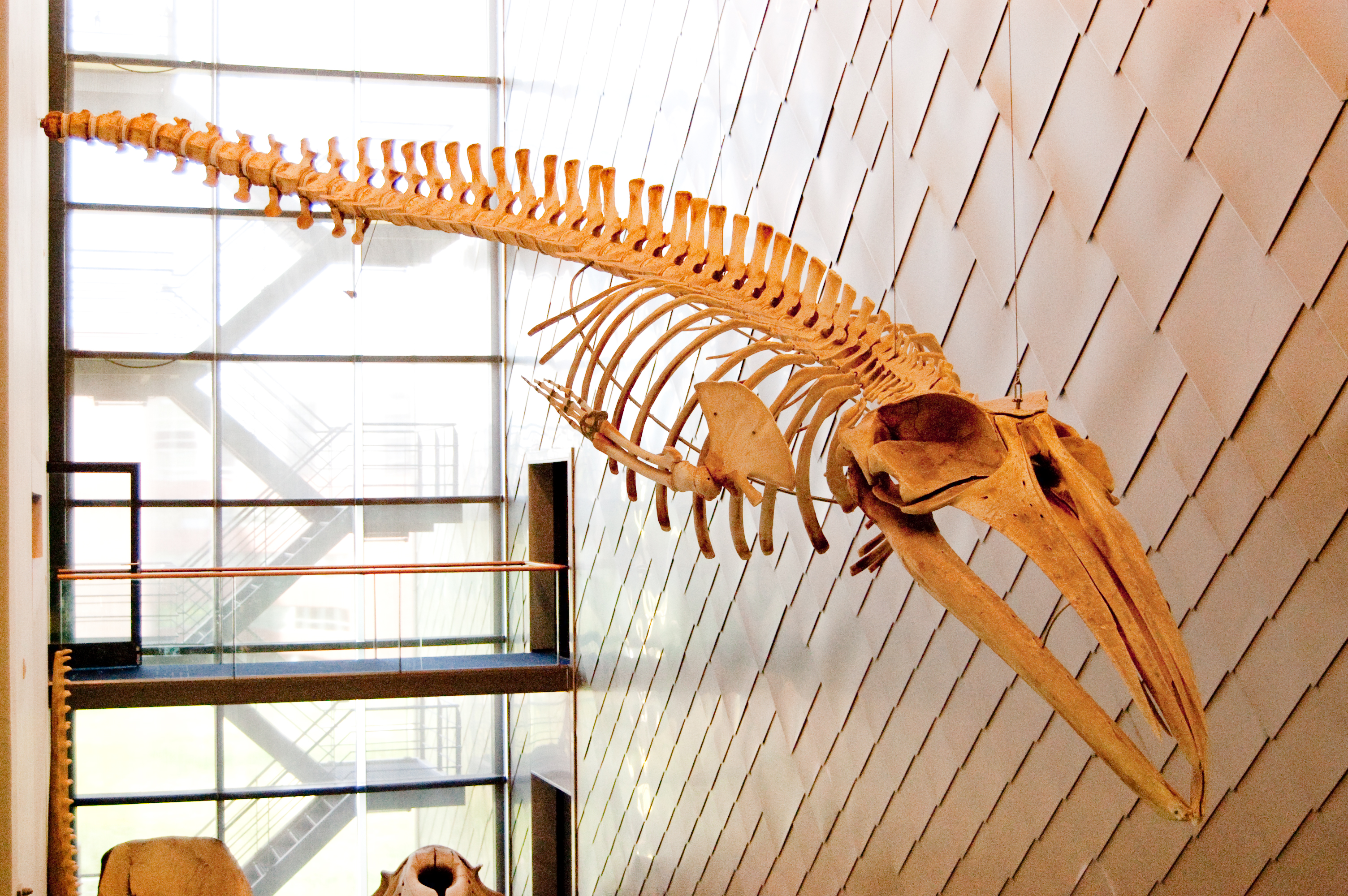
Вид сбоку.  Скелет в естественно-научном музее Натуралис в городе Лейден (Нидерланды).
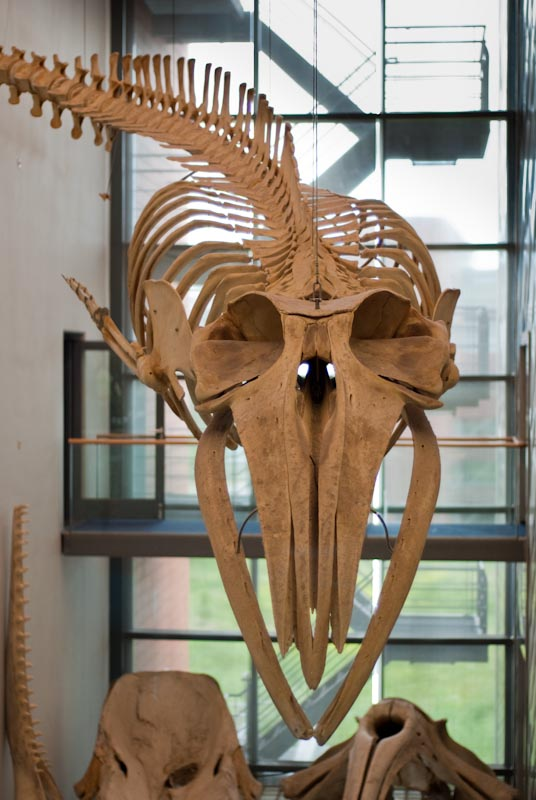
Вид спереди.
Сейвал в сравнении со среднестатистическим взрослым человеком
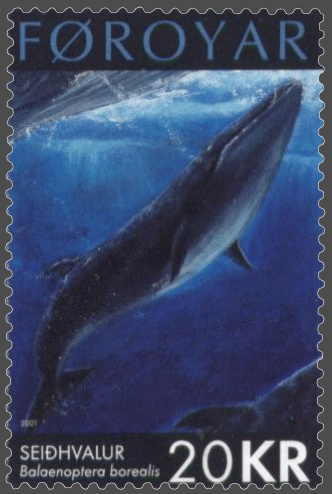
Сейвал на почтовой марке Фарерских островов 2001 года выпуска.
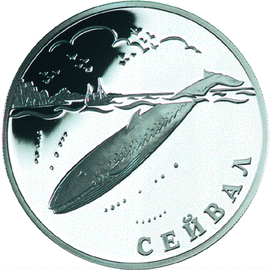
Сейвал. Монета Банка России — Серия: «Красная книга», серебро, 1 рубль, 2002 год.